# Chamaesaura anguina
Espèce
Synonymes
- Lacerta anguina Linnaeus, 1758
- Chalcides pinnata Laurenti, 1768
- Seps monodactylus Daudin, 1802
- Chamaesaura didactyla Boulenger, 1890

Chamaesaura anguina est une espèce de sauriens de la famille des Cordylidae.

## Répartition
Cette espèce se rencontre en Afrique du Sud, au Swaziland, au Mozambique, en Angola, au Congo-Kinshasa, en Tanzanie, au Kenya et en Ouganda.

## Description
Cette espèce a des membres réduits. Elle est ovovivipare.

## Liste des sous-espèces
Selon The Reptile Database (30 juin 2012) :
- Chamaesaura anguina anguina (Linnaeus, 1758)
- Chamaesaura anguina oligopholis Laurent, 1964

## Publications originales
- Linnaeus, 1758 : Systema naturae per regna tria naturae, secundum classes, ordines, genera, species, cum characteribus, differentiis, synonymis, locis, ed. 10 (texte intégral).
- Laurent, 1964 : Reptiles et batraciens de l'Angola (troisième note). Companhia de Diamantes de Angola (Diamang), Serviços Culturais, Museu do Dundo (Angola), vol. 67, p. 1-165.